# Toyota Verso

Toyota Verso är en sjusitsig familjebuss (även kallad MPV, Multi Purpose Vehicle), uppföljaren till Toyota Corolla Verso som lanserades 2001. Namnet Verso kommer från engelskans "versatile" vilket betyder mångsidig. Bilen har lanserats i Sverige (2009), efter andra länder. 2019 är den sista årsmodellen av modellen som sålts i Sverige.

## Egenskaper
Bilen är baserad på Toyota Auris. Jämfört med Corolla Verso är vagnen sju centimeter längre och två centimeter bredare, alltså 440 centimeter på längden och 179 på bredden. På höjden mäter den 162 centimeter.
Den är utrustad med bland annat autobroms, sju krockkuddar, däribland två främre, sidokrockkuddar fram, knäkrockkudde för föraren, samt sidokrockgardiner för samtliga stolsrader. Den har även WIL (Whiplash Injury Lessening, vilket betyder pisksnärtskadelindring) och så kallade aktiva nackskydd vilket innebär att framstolarnas stolsryggar är utvecklade för att ge extra stöd åt ryggen. De aktiva nackskydden är utvecklade för att skydda nacken så mycket som möjligt vid en påkörning bakifrån.